# Lenzburg, Illinois
Lenzburg är en ort i St. Clair County i delstaten Illinois, USA.